# Tony Musante
Tony Musante né le 30 juin 1936 à Bridgeport, Connecticut et mort le 26 novembre 2013 à New York, est un acteur américain qui avait aussi la nationalité italienne.

## Biographie
Il a participé à de nombreux films et séries télévisées américaines et italiennes (voix française : Umi) dont Toma, Police Story, As the World Turns, Oz (où il joue le rôle du chef mafieux Nino Schibetta) et La nuit nous appartient.
Il a eu le premier rôle d'un film de Dario Argento, L'Oiseau au plumage de cristal.
Il reçoit le prix du meilleur acteur au festival du cinéma de Mar del Plata, Argentine, pour le film de Larry Peerce, L'Incident.

## Filmographie

### Cinéma
- 1964 : Les Tueurs de San Francisco (On a thief) de Ralph Nelson
- 1967 : L'Incident (The incident) de Larry Peerce
- 1968 : Le Détective (The Detective) de Gordon Douglas
- 1968 : El mercenario (Il mercenario) de Sergio Corbucci
- 1969 : Disons, un soir à dîner (Metti, una sera a cena) de Giuseppe Patroni Griffi
- 1970 : L'Oiseau au plumage de cristal (L'Uccello dalle piume di cristallo) de Dario Argento
- 1970 : Adieu à Venise (Anonimo veneziano) d'Enrico Maria Salerno
- 1971 : Pas d'orchidées pour miss Blandish (The Grissom Gang) de Robert Aldrich
- 1971 : Les Complices de la dernière chance (The last run) de Richard Fleischer
- 1971 : Portrait of an actor documentaire de Chuck Workman (court-métrage)
- 1972 : Enquête sur la mort par empoisonnement du détenu Pisciotta Gaspare (Il caso Pisciotta) de Eriprando Visconti
- 1978 : Goodbye & Amen(Goodbye e amen) de Damiano Damiani
- 1978 : Eutanasia di un amore d'Enrico Maria Salerno
- 1983 : Notturno de Giorgio Bontempi
- 1984 : Le Pape de Greenwich Village (The Pope of Greenwich Village) de Stuart Rosenberg
- 1985 : L'Enchaîné (La gabbia) de Giuseppe Patroni Griffi
- 1985 : Il pentito de Pasquale Squitieri
- 1985 : Le Monde de l'horreur (Il mondo dell'orrore di Dario Argento) documentaire de Michele Soavi
- 1999 : Aussi profond que l'océan (The Deep End of the Ocean) de Ulu Grosbard
- 2000 : The Yards de James Gray
- 2002 : La vita come viene (en) de Stefano Incerti
- 2003 : Promessa d'amore (it) d'Ugo Fabrizio Giordani (it)
- 2007 : La nuit nous appartient (We Own The Night) de James Gray
- 2013 : Ice d'Anthony Tarsitano (court-métrage)

### Télévision
- 1975 : Judgment: The Court Martial of Lieutenant William Calley de Lee Bernhardi et Stanley Kramer
- 1997 : Secrets de famille (Deep Family Secrets) d'Arthur Allan Seidelman